# La Brèche (roman)
Pour les articles homonymes, voir Brèche.
La Brèche est un roman de science-fiction de Christophe Lambert, publié en 2005.

## Publications
Le roman a d'abord été publié en mars 2005 chez Fleuve noir, collection « Rendez-vous ailleurs » no 25, 216 pages,  (ISBN 2-265-08067-5).
Il a été réédité en format de poche en 2007 aux éditions Presses Pocket, no 5881, 308 p.,  (ISBN 978-2266155007).
Dans les deux éditions, l'illustration de la page de garde est de Manchu.

## Résumé du début du roman
En 2060, le voyage dans le temps permet de pousser très loin le concept de télé-réalité : attentats, grands événements historiques, tout est possible.
Ainsi, on peut envoyer des caméras filmer le suicide de Marilyn Monroe ou l'assassinat de John F. Kennedy. La seule limite, c'est la période possible : on peut envoyer des hommes et du matériel jusqu'à cent vingt ans dans le passé, c'est-à-dire jusqu'en 1940, mais pas avant.
Un grand network privé relance le concept de la télé-réalité en envoyant des reporters dans le passé filmer des événements marquants du XXe siècle. Le choix se porte sur le débarquement en Normandie afin de raviver la flamme patriotique des téléspectateurs.
Foway, le 5 juin 1944 : munis de faux papiers, Mitchel et Gary, respectivement reporter et historien, se mêlent à la masse des fantassins qui embarquent dans les navires de la flotte d'invasion. Bientôt les hommes du futur arrivent en vue des côtes françaises et assistent au spectacle apocalyptique qui s'y déroule, comme cela est montré dans Le Jour le plus long ou dans Il faut sauver le soldat Ryan.
L'horreur de la guerre est bien réelle. Mais au cœur du bruit et de la fureur, une erreur est vite arrivée… Que se passe-t-il si les voyageurs temporels donnent la possibilité aux nazis de découvrir l'existence du voyage dans le temps, ou si un soldat-clef du débarquement est tué ?
Et que faire si arrivés sur les plages d'Omaha Beach, les deux héros découvrent des androïdes nazis, envoyés par le Quatrième Reich d'un futur parallèle, qui repoussent les forces américaines à coup de rayons laser ?
Bref, le débarquement de Normandie ne risque-t-il pas d'échouer, avec toutes les conséquences terribles envisageables ?

### Critique publiée dans magazine
- Critique de Mickaël Espinosa parue dans le magazine spécialisé Galaxies no 36 (2005), p. 151 [présentation en ligne]